# 刘卫高
刘卫高（1968年7月—），浙江义乌人，祖籍宿迁市沭阳县，汉族，中华人民共和国政治人物，曾获江苏省、云南省劳动模范，第十二届全国人民代表大会江苏地区代表。
加入中国共产党。2013年，被选为全国人大代表。
2015年3月16日，刘卫高因个人原因辞去中豪商业集团有限公司董事长职务。